# Tanta prout accepimus
Tanta prout accepimus е папска була на римския папа Александър IV), издадена във Витербо, Италия, на 6 август 1257 г., с която папата дава право на Тевтонския орден да се занимава с търговия.
Булата е адресирана до „dilectis filiis preceptori et fratribus hospitalis sancte Marie Theutonicorum in Pruscia“ („възлюбените синове и братя на болницата на Света Мария Тевтонска в Прусия“). Като отбелязва, че е научил за бедността и лишенията, които търпят братята на ордена, папата им позволяева свободно да продават своите стоки и товари и да купуват чужди такива с помощта на надеждни хора от техния орден, във всички области и страни, където се установят.